# Luís Manuel de Morais Rego
Luís Manuel de Morais Rego (Lisboa, 1782 — Angra do Heroísmo, 3 de maio de 1840) foi um oficial do Exército Português que desempenhou um papel relevante no período conturbado que se seguiu ao golpe liberal de 2 de abril de 1821 em Angra e nos anos finais da Capitania Geral dos Açores. Foi pai do general José Maria de Morais Rego, que foi Ministro da Guerra em 1870.